# Aleksandr Luk'janov
Aleksandr Viktorovič Luk'janov (in russo Александр Викторович Лукьянов?; Mosca, 19 agosto 1949) è un ex canottiere sovietico, dal 1991 russo.

## Palmarès

### Olimpiadi
- 4 medaglie:
  - 1 oro (Montréal 1976 nel quattro con[1])
  - 2 argenti (Mosca 1980 nel due con[1]; Seul 1988 nell'otto[1])
  - 1 bronzo (Atlanta 1996 nell'otto[2])

### Mondiali
- 3 medaglie[1]:
  - 2 ori (Lucerna 1974 nel due con; Nottingham 1975 nel quattro con)
  - 1 argento (Amsterdam 1977 nell'otto)

### Europei
- 2 medaglie[1]:
  - 1 oro (Mosca 1973 nel due con)
  - 1 bronzo (Copenaghen 1971 nel due con)